# Mapa de Fosses comunes de Mallorca
El Mapa de Fosses Comunes de Mallorca és un estudi sobre les fosses de la guerra civil espanyola a l'illa de Mallorca, coordinat per Manel Suárez, en el que hi van participar vint-i-dos investigadors de vint-i-cinc municipis mallorquins, i en el que es van documentar per primera vegada 49 fosses de la guerra civil distribuïdes en 28 cementiris, una vorera de carretera, tres platges, onze espais a foravila, tres penya-segats, i quatre pous, en els que estarien enterrats víctimes mortals de la repressió feixista a Mallorca durant els anys 1936-1939.
En l'estudi s'hi identifiquen 760 víctimes, així com les catorze víctimes mortals mallorquines a camps de concentració nazis.
L'estudi és l'origen de les exhumacions fetes al cementiri de Porreres i de Son Coletes.